# Trinomys
Trinomys là một chi động vật có vú trong họ Echimyidae, bộ Gặm nhấm. Chi này được Thomas miêu tả năm 1921. Loài điển hình của chi này là Echimys albispinus I. Geoffroy, 1838.

## Các loài
Chi này gồm các loài: